# Nueva Gerona
Nueva Gerona er hovedbyen på Isla de la Juventud i Cuba. Byen ligger mellem Caballas og Casas omkring 3 km oppe af Rio Casas, der fungerer som en vandvej til det Caribiske Hav.
Byen blev grundlagt i 1830 af amerikanske bosættere, og der er stadig en amerikansk kirkegård den dag i dag.